# المجنون (رواية)
المجنون (بالإنجليزية: Man Crazy)‏ هي رواية للكاتبة الأمريكية جويس كارول أوتس، نشرت عام 1997، عن دار نشر داتون.